# ヒューマン・ビーイン
ヒューマン・ビーイン(Human Be-In)とは、1967年1月14日にアメリカ合衆国の西海岸で始まった、社会における人間性回復を求める人々の集会である。略してビーイン（Be-In）とも呼ばれる。

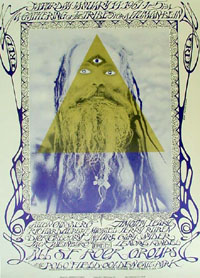
マイケル・ボーウェン作Human Be-Inのポスター（1967年）

## 1960年代のビーイン
- ベトナム反戦運動色が強まりはじめた1966-7年当時の学生等の座り込み集会「Sit-In」にヒントを得て、人間の集会としてのHuman Being-In、略してHuman Be-Inが発想された。企画者は、アーチストのマイケル・ボーエン（Michael Bowen）。
- サンフランシスコで始まったビーインは、1967年9月にニューヨークのセントラルパークで行われた後、ムーブメントとして瞬く間に全米へ広がり、各地で次々と行われた。ビートルズがアルバム『サージェント・ペパーズ・ロンリー・ハーツ・クラブ・バンド』をリリースした1967年の夏は「サマー・オブ・ラブ」と呼ばれた。この潮流は1969年に最大のビーインといわれる「ウッドストック・フェスティバル」でピークを迎えた。
- ビーインが、詩人、政治家、ミュージシャン、前衛芸術家、快楽主義者、ヒッピーなど2-3万人の参加者を得て、マスコミに大きく取り上げられたことで、アメリカで「-In」という接尾語が「集会」の意味で用いられることとなった。「Laugh-In」というお笑い番組が制作されたほか、ジョン・レノンとオノ・ヨーコは結婚にあたり、反戦の意思を持つハプニング「ベッド・イン」を公開した。また市民によって、死んだように横たわる抗議集会やパフォーマンス「ダイ・イン」も行われた。
- ビーインは、ヒッピー・カルチャーを中心とする平和運動であるのみならず、1960年代カウンターカルチャーの重要なコンセプトである、中央集権ではなく分散型の社会、ひとりひとりの個人がパワーを持つこと、意識拡大、地球環境保護などの新しいパラダイムを提示した。世界が変化することを予感した人たちはそれを「ニューエイジ（新しい時代）」と呼んだ。以降、カウンターカルチャーを支持する若者は圧倒的に増え、国内はもとより日本、ドイツ、フランス、ロシアなど海外にも多大な影響を与えた。
- また、この後、反戦運動はそれまでの過激なデモ活動から、ヒッピーの平和志向に訴えかける方針（非暴力主義）に転向し、その結果として両者の歩み寄りが進んだ。

## デジタル・ビーイン
- ビーインのムーブメントは、1989年にまったく新しい形で再生した。マイケル・ゴズニーらによる、インターネットとデジタル・メディアによる祭典「デジタル・ビーイン」である。「先端技術によって社会的良心、芸術・精神と人間の進化がもたらされる」という考えに基づく、愛と平和の運動である。1960年代当初のビーインの哲学はそのまま踏襲している。
- 60年代のビーインがヒッピーカルチャーと密接な関係を持っていたように、デジタル・ビーインはグローバルなレイブ・カルチャーとつながっている。イベントはトークやスピーチ、詩の朗読から始まり、最後はダンスパーティとなる。
- 西海岸のデジタル・アンダーグラウンドから生まれたものだが、1990年代に入ってからは一時はマイクロソフトなどがスポンサーにつく巨大なイベントとなった。1995年に幕張メッセで行われた「マック・エキスポ」の際に、日本でも開催されている。
- 国連の世界人権宣言50周年記念とオフィシャルにリンクして、サイバー・スペース上の人権運動（ヒューマン・ライツの活動）に参加したりもしている。

## 現代のビーイン
- 2001年9月11日にアメリカ同時多発テロ事件が行われたことを受けて、新しいヒューマン・ビーイン（New Human Be-In）の始まりを告げるメールが全世界20万人に届けられた。サンフランシスコ、東京をはじめ、ロンドン、オーストラリアなどでビーインが再開された。東京では、東京で活動する幾つかのNGOを中心に、個人とNGOが時間と場所をシェアするギャザリング形式で、毎年9月11日に最も近い日曜日に明治公園で行われている。
- 朝日新聞報道によると、2006年の東京のビーインは、過去最多の6,500名の参加者を集めたという。